# Голдманова апланациона тонометрија
Голдманов апланациони тонометрија  (ГАТ) једна је од најраширенијих метода за тонометрију у офталмологији, која је због своје прецизности уведена у свакодневну праксу као, златни стандард за мерења очног притиска (ИОП).
У новије време у употреби је и преносна верзија ГАТ методе позната под именом Перкинсов тонометар, који се може применити и за пацијенте који су у лежећем положју. Мерења Перкинсовим тонометром су упоредива са конвенционалним Голдмановим тонометром, мада његова употреба није нарочито раширена.

## Историја
Голдманов апланациони тонометар (ГАТ) за мерење очног притиска у клиничку праксу увели су Hans Goldmann и Theo Schmidt  (1957). Они су тонометар направили по Имбер - Фиковом закону, који гласи: 
...ИОП је пропорционалан сили која је потребна да се апланира рожњача (апланациона сила на идеалну сферу примењује се као апланација на рожњачу).
Ова метода данас је најраширенија метода тонометрије у офталмологији и оптометрији. јер за сада не постоји тонометар са већом прецизношћу за мерења ИОП.

## Процедура
Мерење ИОП-а овом методом врши се на основу силе која је потребна да изврши апланацију, односно заравњивање одређене површине рожњаче. 
Тонометар је монтиран на биомикроскопу, а мерење ИОП се изводи на пацијенту у седећем положају. Пре почетка мерења неопходно је да се површина ока анестезира капима за очи, с обзиром да се остварује контакт површине рожњаче и коничног кружног врха апланационог тонометра, што може изазвцати нежељени надрашај ока.
Када конични кружни врх инструмента дође у контакт са рожњачом он формира менискус сузног филма, који се манифестује у виду два полукруга који се најбоља визуализују уколико се сузни филм обоји са одговарајућом количином флуоресцеинске боје и посматра под плавим, кобалтним светлом на биомикроскопу.
Могуће грешке током мерења
Могуће грешке које се могу јавити код употребе овог тонометра настају услед:
- задржавање даха приликом мерења ИОП или Валсалва маневар,
- услед притиска на булбус ока прстима испитивача,
- због стезања капака.

Ризици
Ова метода тонометрије носи у сдеби и ризик од:
- повређивања рожњаче при мерењу ИОП - а,
- инфекције уколико се сонда не очисти (дезинфекује) после сваког мерења.

Грешке у мерењу
На погрешно добијене вредности ИОП током примене ГАТ могу да утичу: 
- централна дебљина рожњаче,
- закривљеност рожњаче,
- структура рожњаче,
- аксијална дужина булбуса.

Други најчешћи извор грешке при мерењу је у случају постојања израженог астигматизма или неправилности на површини рожњаче. У овим ситуацијама није моуће добити одговарајуће менискусе сузног филма, па није могуће тачно мерење ИОП   (93). 
Голдманова апланациона тонометрија је прецизна за просечну дебљину рожњаче од 540 до 560 микрона. Центрлна дебљина рожњаче већа или мања од просека уводи у малу грешку. Апланациона тонометрија потцењује вредности ИОП-а код тањих рожњача, а прецењује код рожњаче дебљине веће од физиолошке. Утврђено је да се вредности ИОП измерене апланационом тонометријом повећавају за 0,2 mmHg за сваких 10 µm повећања централне дебљине рожњаче (central corneal thickness - CCT). Утврђено је да у просеку већа CCT даје више (прецењене) вредности ИОП - а измерене ГАТ и за 6,8 mmHg, док код тањих рожњача

### Модификације Голдмановог апланационог тонометра
Модификације Голдмановог апланационог тонометра су: методе по Дрегеру, Перкинсу и Халбергу. 

### Алернативне методе мерења ИОП
Алернативне методе мерења ИОП-а су: дигитална метода и импесиона метода Шиаоцовим тонометром.